# Wohngemeinschaft

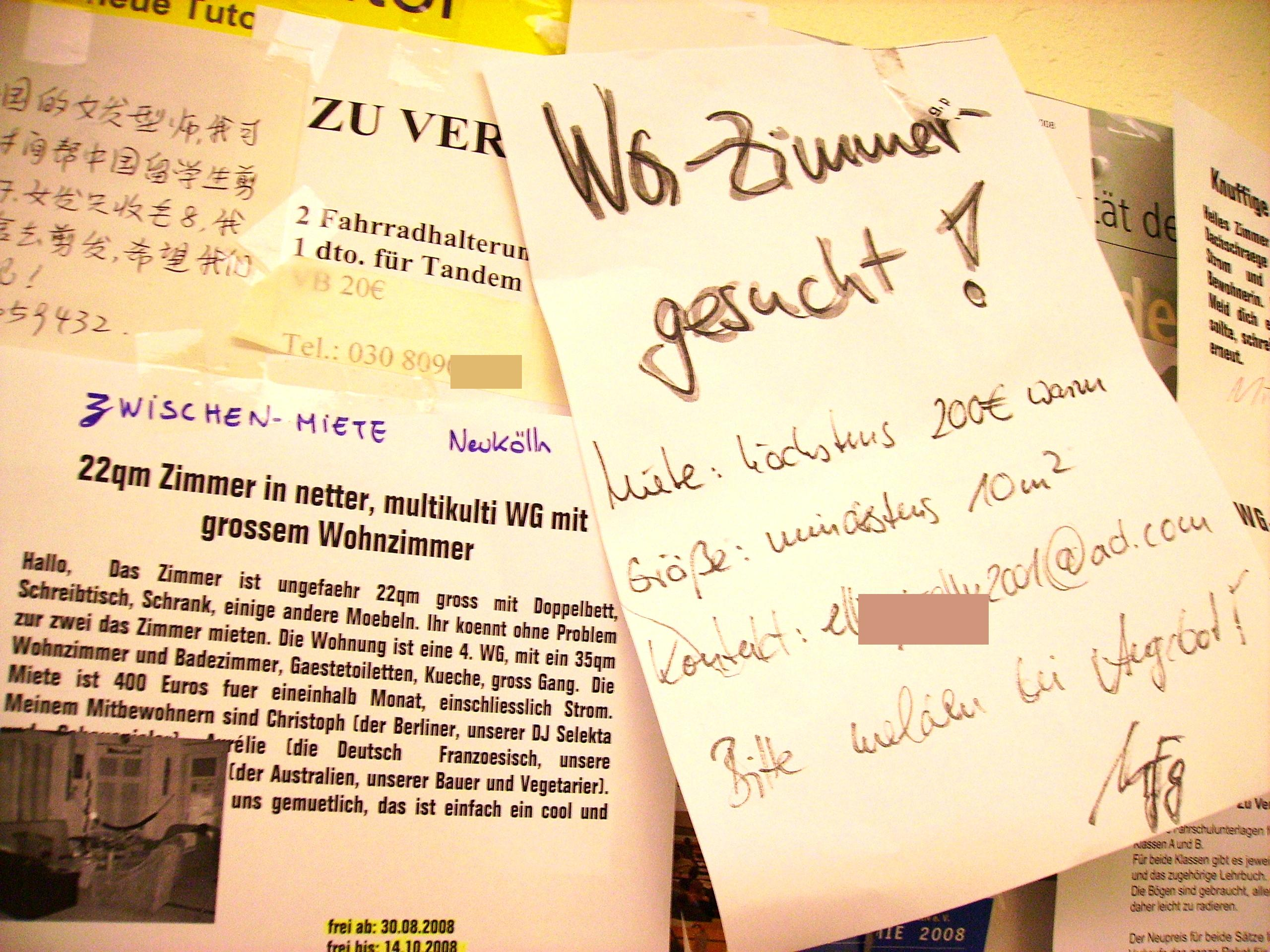
Prikbord met advertenties van mensen die WG-kamers zoeken of bieden, in Berlijn

Wohngemeinschaft (woongemeenschap, kort: WG) staat voor het samen leven van meerdere onafhankelijke, meestal niet verwante personen in een woning. Ruimtes als de keuken, badkamer of woonkamer werden hierbij door de bewoners gedeeld.
Deze woonvorm is sinds de jaren 1960 vooral onder studenten in Duitsland, Oostenrijk en Zwitserland populair.
Gerelateerde termen in het Nederlands: In een studentenhuis kiezen de bewoners vaak niet voor elkaar, terwijl een woongroep juist een hechte vorm van samenwonen is die op een familie lijkt. Centraal wonen of cohousing heeft gemeenschappelijke voorzieningen, maar de bewoners delen niet samen een enkele woning. Samenhuizen is een overkoepelende term die vooral in Vlaanderen gebruikt wordt.

## Geschiedenis
In alle culturen bestonden al lang veel modellen van leefgemeenschappen in privé huishoudens. Het idee, om kosten te besparen met niet-gezinsleden een woning te delen bestond al in de 19e eeuw. Een voorbeeld hiervoor uit de literatuur zijn Sherlock Holmes en Dr. Watson die in de romans van Arthur Conan Doyle in het begin van hun vriendschap puur om praktische redenen samen wonen: Een "Zweck-WG", met bijvoorbeeld financiële voordelen voor de bewoners. met weinig van de sociale aspecten van een woongroep of commune. Sinds de zestiger jaren is er een toenemende hoeveelheid Wohngemeinschaften.
De afgelopen jaren zijn WG's sterk in opkomst: Steeds meer, vooral jonge, mensen willen met vrienden samen wonen. Maar ook ouderen, die niet alleen willen wonen, kiezen voor WG's.

## Sociologische aspecten
Vandaag spreekt men vaak over een "Zweck-WG", waar de bewoners samen wonen om kosten te besparen, terwijl het gemeenschappelijke leven min of meer een bijwerking is, of een WG die geen "Zweck-WG" is (een "Nicht-Zweck-WG" dus), waar de relaties tussen de bewoners en gemeenschappelijke activiteiten en het samen leven van de bewoners sterker in de voorgrond staan.
Binnen een WG heerst over het algemeen een vlakke hiërarchie, ook door de eerder progressieve sociale groep van mensen die voor het wonen in een WG kiezen. Desondanks kunnen leeftijd, woonduur en karakter van de bewoners voor een bepaalde mate van hiërarchie zorgen. Omdat bij elke vorm van sociaal contact tussen mensen ook regels in het spel komen, kunnen hieruit spanningen ontstaan, bijvoorbeeld over het schoonmaken of gebruik van de gemeenschappelijke ruimtes of eigendommen. Andersom ontstaan ook vriendschappen tussen bewoners. Ook hier bestaat soms een verschil tussen Zweck-WG's en Nicht-Zweck-WG's, tussenvormen bestaan natuurlijk ook.
Er bestaan ook WG-achtige constructies met bewoners uit meerdere generaties die niet of slechts deels familie van elkaar zijn, zoals een Mehr-Generationen-Haus, een Mehrgenerationenprojekt, of een grootfamilie die een huis deelt.

## Vormen van samenleven
In het begin leefden vooral studenten en deelnemers van het beroepsonderwijs (leerlingen) in WG's, vooral om de huur te kunnen delen en zo op kosten te besparen. In toenemende mate leven inmiddels ook werknemers in WG's, samen met studenten of in een "Business-WG". Mensen in het beroepsleven en starters leven samen en komen privé en soms zakelijk in contact met elkaar. Dat kan ook een groot voordeel zijn voor mensen die voor hun werk vaak naar een andere stad moeten verhuizen. De gebruikers van "WG Gesucht" zijn vaak tussen begin 20 en begin 30, wat een typische leeftijd voor WG-bewoners is. Mensen verlaten een WG vaak om als stel of familie op zichzelf te wonen. Het komt ook voor dat stellen samen in een WG gaan wonen. Er zijn zelfs WG's voor eenoudergezinnen en ouderen.
Het voordeel van een WG voor alleenstaande ouders is dat de bewoners op elkaars kinderen kunnen passen en samen kosten kunnen besparen. Voor ouderen kan het leven in een WG van voordeel zijn omdat de bewoners samen beter zonder hulp van buiten kunnen blijven. In tegenstelling tot een aanleunwoning steunen de bewoners op elkaar. Een ander concept is de "Plus-WG", met vijftigplussers als bewoners, die eigenlijk geen hulp nodig hebben. Bijzonder geschikt zijn hiervoor huizen met meerdere onafhankelijke woningen, een beetje vergelijkbaar met centraal wonen-complexen, maar veel kleiner.
Ook (geestelijk en/of lichamelijk) gehandicapten wonen soms in WG's, soms samen met verzorgers (begeleid wonen, leefgroepen). Hierdoor krijgen mensen, die niet op zichzelf kunnen wonen, de kans om zo zelfstandig als mogelijk te kunnen wonen, buiten een tehuis. Ook voor dementen behoort wonen en zorg in kader van een aangepaste WG tot de mogelijkheden. Een speciale variant hiervan zijn projecten waar jongere bewoners in ruil voor inwoning tegen een lage huur oudere bewoners of families helpen.

## Wettelijke aspecten
(Enkel gegevens over Duitsland, geen wettelijke gegevens bekend over Nederland en België)

### Huurovereenkomst
In Duitsland zijn er geen expliciete regels voor WG's: Er zijn dan ook verschillende constructies qua huurovereenkomst mogelijk.

#### Een bewoner is de "hoofdhuurder" en heeft een contract met de verhuurder
Met toestemming van de verhuurder kan hij andere bewoners als onderhuurder opnemen. Deze hebben dan slechts een contract met de hoofdhuurder, die wederom meer rechten en plichten heeft tegenover de verhuurder. De hoofdhuurder is aansprakelijk en moet altijd de huur betalen, ook als de onderhuurders een betalingsachterstand hebben. Aan de andere kant kan hij zelf de onderhuurcontracten opzeggen en is hij de enige die de WG kan opheffen. De onderhuurders zijn slechts tegenover de hoofdhuurder aansprakelijk, maar hebben zelf geen controle over de verhoudingen met de verhuurder. De hoofdhuurder te vervangen (bij verhuizing) is moeilijker, terwijl onderhuurders juist heel makkelijk kunnen doorstromen. Voor de verhuurder kan het van nadeel zijn dat slechts een persoon aansprakelijk is, maar het is ook praktisch om een vaste aanspreekpartner te hebben, bijvoorbeeld over huurgeschillen. Belastingtechnisch wonen de onderhuurders niet met de hoofdhuurder samen. Het is aan te raden om al bij het opzetten van een huurovereenkomst vast te leggen, dat en hoe de hoofdhuurder kan wisselen. Anders bestaat het risico dat de verhuurder noch met een opvolger noch met een van de onderhuurders een huurcontract ingaat en de WG komt te vervallen.

#### Meerdere hoofdhuurders op een huurovereenkomst
Alle bewoners zijn hoofdhuurders en hebben dezelfde rechten en plichten. Ze moeten beslissingen samen nemen, bijvoorbeeld over het opheffen van de WG. Het vervangen van enkele bewoners is door een contractwijziging mogelijk, maar vereist samenwerking van de verhuurder. Het is daarom nuttig om een passende clausule in de huurovereenkomst te hebben. De verhuurder moet principieel toestemming geven voor het vervangen van huurders, als er geen belangrijke redenen tegen spreken. Elke huurder is geheel aansprakelijk, bijvoorbeeld wat betreft het betalen van de gehele huur door de bewoners.

#### Losse huurcontracten voor alle bewoners
De verhuurder heeft met elke bewoner een eigen huurcontract, bijvoorbeeld voor een kamer met gebruik van de gemeenschappelijke ruimtes zoals keuken en bad. Elke bewoner is daarom slechts voor zijn eigen deel aansprakelijk. Nadeel voor de verhuurder zijn de omvangrijkere formaliteiten, vandaar dat dit geen typische situatie voor een WG is. Het komt wel vaker bij studentenhuizen voor.

#### Samenwonen als stel of echtpaar
Valt niet onder de term "WG", evenmin kortstondig bezoek van t/m 6 tot 8 weken of inwoning van een familielid. Echtgenoten mogen altijd ook zonder toestemming van de verhuurder intrekken, tenzij de woning hiervoor te klein is. Anders is wel een melding van bewoning door "derden" aan de verhuurder noodzakelijk, maar de verhuurder kan ook hier slechts op basis van te beperkte ruimte in de woning het samenwonen verbieden. Nadeel voor de partner die niet de huurder is: Hij of zij is afhankelijk van de andere partner en kan door deze (bijvoorbeeld aan het einde van de relatie) op straat gezet worden.

### Onderlinge rechten en plichten van de bewoners
De mensen die deel uitmaken van een WG zijn samen een informele maatschappij: Ze volgen samen het doel om het samen leven in de gemeenschappelijk gehuurde woonruimte mogelijk te maken. Vaak bestaat hier ook geen contract over, maar komen uit het samen leven rechten en plichten voort. Bijvoorbeeld hebben WG bewoners vaak onderling afspraken over huishoudelijke taken (schoonmaken etc.) of gemeenschappelijke uitgaven (servicekosten, G/W/E, huur, toiletpapier...)

### Huishouden en "Bedarfsgemeinschaft"
Een WG kan een Bedarfsgemeinschaft of Haushaltsgemeinschaft voor de sociale en belastingwetgeving zijn. Dat kan nadelen voor de bewoners hebben, omdat men ervan uitgaat dat samenwonen voordelig voor de samen wonenden is. In Nederland zijn er zelfs campagnes die onder meer oudere mensen erop attenderen dat ze om die redenen moeten melden als ze samen gaan wonen. Aan de andere kant is het soms mogelijk om als huisgenoten "partnerkorting" op producten of diensten te ontvangen.

## Statistiek
In Duitsland zijn er geen officiële statistieken over WG's. Voor de Mikrozensus, een op een steekproef gebaseerde benadering van een volkstelling bestaat een WG uit meerdere eenpersoons huishoudens. Er is geen verschil met single huishoudens in de statistiek terug te zien. Een enquête van het Studentenwerk Duitsland, een organisatie voor huisvesting van studenten vergelijkbaar met een woningcorporatie uit de Nederlandse sociale woningbouw geeft aan dat in 2003 ongeveer 22% van de Duitse studenten (ongeveer 445.000 van 2.000.000) in WG's (of studentenhuizen) woonden.